# Moho
A Moho a madarak (Aves) osztályába, a verébalakúak (Passerifromes) rendjébe és a mohófélék (Mohoidae) családjába tartozó kihalt nem.

## Elterjedésük
A Hawaii-szigetek területén éltek.

## Fajok
- Oahu-mohó (Moho apicalis)
- Molokai mohó (Moho bishopi)
- Hawaii mohó (Moho nobilis)
- Pikkelyestorkú mohó (Moho braccatus)